# Maciej Nowakowski
Maciej Ludwik Nowakowski (ur. 25 lipca 1923 w Ratoszynie, zm. 15 maja 2021) – polski architekt i urbanista, prof. dr hab.

## Życiorys
W młodości uczył się w szkołach podstawowych w Ratoszynie, Lublinie i Łodzi, a do gimnazjum uczęszczał w Lublinie i Zgierzu. W 1940 został wywieziony do obozu pracy w Wuppertalu, z którego uciekł w 1941. Po ucieczce działał jako żołnierz Armii Krajowej okręgu Lublin-miasto, a następnie w latach 1944-1945 służył w 1. Pułku Samochodowym Wojska Polskiego. Jednocześnie ukończył liceum w Lublinie oraz pracował jako technik w biurze techniczno-handlowym.
W 1950 ukończył studia na Wydziale Architektury Politechniki Warszawskiej, od 1949 pracując tam jako asystent Tadeusza Tołwińskiego. W 1962 został głównym projektantem Aleppo. W 1973 obronił pracę doktorską, następnie uzyskał stopień doktora habilitowanego. W 1983 wyjechał do Damaszku, gdzie pracował jako projektant miast Hama, Dżabla i Naua.
W 1987 Został zatrudniony na stanowisku profesora w Instytucie Gospodarki Przestrzennej i Mieszkalnictwa, a w latach 2003–2013 na stanowisku profesora nadzwyczajnego w Wyższej Szkole Przedsiębiorczości i Rozwoju Regionalnego w Falentach. W latach 1990–1993 był dziekanem Wydziału Architektury Politechniki Białostockiej.
Był członkiem Towarzystwia Urbanistów Polskich i Stowarzyszenia Architektów Polskich. W 2000 został honorowym członkiem Towarzystwa Urbanistów Polskich.
Zmarł 15 maja 2021.

## Odznaczenia
- Brązowy Krzyż Zasługi,
- Medal „Za udział w walkach o Berlin”,
- Srebrny Krzyż Zasługi,
- Złoty Krzyż Zasługi[3].

## Publikacje
- Kształtowanie sieci usług (1984),
- Długa urbanistyczna nowela (2009),
- Sto lat planowania przestrzeni polskich miast (1910-2010) (2013)[3].